# Яулінгіт
Яулінгі́т (рос. яулингит, англ. jaulingite, нім. Jaulingit m) — бурштиноподібна смола. Назва — за місцем знахідки — Jauling, St Veit an der Triesting, Bad Voslau, Нижня Австрія.

## Загальний опис
Формула: C10H16O + (H2S). Густина 1,098-1,111. Твердість 3,0. Колір світлий медово- або восково-жовтий, іноді гіацинтово-червоний. Напівпрозорий. На свіжому зломі блиск сильний смоляний. Легко топиться при нагріванні. Зустрічається у вигляді нальотів і натеків на лігнітах. Син. — жолінгіт.